# Jhon Cusi
Jhon Cusi Huamán (* 18. Januar 1985 in Cusco) ist ein peruanischer Leichtathlet, der sich auf den Langstreckenlauf spezialisiert hat.

## Sportliche Laufbahn
Erste Erfahrungen bei internationalen Meisterschaften sammelte Jhon Cusi im Jahr 2003, als er bei den Juniorensüdamerikameisterschaften in Guayaquil in 14:51,7 min die Bronzemedaille im 5000-Meter-Lauf belegte und in 32:34,26 min den sechsten Platz über 10.000 m belegte. Anschließend erreichte er bei den Panamerikanischen Juniorenmeisterschaften in Bridgetown nach 15:15,55 min Rang acht über 5000 m. Im Jahr darauf gewann er bei den erstmals ausgetragenen U23-Südamerikameisterschaften in Barquisimeto in 31:18,13 min die Silbermedaille im 10.000-Meter-Lauf hinter dem Brasilianer João Augusto Stingelin und belegte in 3:55,49 min den sechsten Platz über 1500 m. Anschließend wurde er bei den Juniorenweltmeisterschaften in Grosseto in 30:28,05 min 16. über 10.000 m. 2005 sicherte er sich bei den Südamerikameisterschaften in Cali in 30:14,74 min die Silbermedaille über 10.000 m hinter dem Kolumbianer José Alirio Carrasco. Anschließend gewann er bei den Juegos Bolivarianos in Armenia in 14:23,76 min die Silbermedaille über 5000 m hinter José Alirio Carrasco und gelangte über 10.000 m nach 30:47,00 min auf Rang vier.
Nach dreijähriger Wettkampfpause gewann Cusi 2009 in 29:40,05 min die Bronzemedaille bei den Südamerikameisterschaften in Lima hinter dem Brasilianer Damião de Souza und Miguel Ángel Bárzola aus Argentinien. Zudem belegte er in 14:12,51 min den sechsten Platz über 5000 m. Ende August wurde er in 1:04:31 h Zweiter beim Lima-Halbmarathon und erreichte kurz darauf bei den Halbmarathon-Weltmeisterschaften in Birmingham nach 1:04:56 h Rang 52. Im November gewann er dann bei den Juegos Bolivarianos in Sucre in 15:09,1 min die Silbermedaille im 5000-Meter-Lauf hinter dem Ecuadorianer Bayron Piedra. Im Jahr darauf wurde er beim Huancavelica Half Marathon nach 1:07:50 h Zweiter und siegte dann in 1:03:12 h bei den Halbmarathon-Südamerikameisterschaften in Lima, ehe er bei den Halbmarathon-Weltmeisterschaften 2010 in Nanning nach 1:04:43 h auf Rang 29 gelangte. 2011 klassierte er sich bei den Südamerikameisterschaften in Buenos Aires mit 14:05,52 min auf dem sechsten Platz über 5000 m und erreichte nach 28:56,50 min Rang vier über 10.000 m. Zudem konnte er sein Rennen über 1500 m nicht beenden. Anschließend startete er bei den Panamerikanischen Spielen in Guadalajara und belegte dort in 14:28,31 min den neunten Platz im 5000-Meter-Lauf und musste über 10.000 m vorzeitig aufgeben. Im Jahr darauf siegte er in 1:05,15 min beim Lima-Halbmarathon und kam dann bei den Halbmarathon-Weltmeisterschaften 2012 in Kawarna nicht ins Ziel. 2013 siegte er bei zwei Halbmarathonrennen in Lima und wurde beim Halbmarathon in Huancavelica in 1:08,16 h Dritter. Ende November gewann er dann bei den Juegos Bolivarianos in Trujillo in 14:05,00 min die Bronzemedaille über 5000 m hinter den Chilenen Leslie Encina und Iván López und belegte über 10.000 m in 29:05,60 min den vierten Platz. Im Jahr darauf wurde er dan bei den Halbmarathons in Lima und Huancavelica jeweils Zweiter.
2015 siegte er in 1:06,12 h beim Lima-Halbmarathon und im Jahr darauf wurde er dort zwei Mal Zweiter und startete in Temuco erstmals über die volle Marathondistanz und wurde dort nach 2:17:24 h Zweiter. 2017 siegte er in 1:08,24 h erneut beim Halbmarathon in Lima und im Jahr darauf wurde er dort in 1:05,24 h Dritter. 2019 belegte er bei den Südamerikameisterschaften in Lima in 28:53,39 min den vierten Platz über 10.000 m und anschließend wurde er bei den Panamerikanischen Spielen ebendort in 28:25,41 min Fünfter.
In den Jahren 2005 und 2011 wurde Cusi peruanischer Meister im 5000-Meter-Lauf und 2019 siegte er über 10.000 m.

## Persönliche Bestzeiten
- 1500 Meter: 3:55,49 min, 26. Juni 2004 in Barquisimeto
- 3000 Meter: 8:18,49 min, 25. April 2010 in Lima
- 5000 Meter: 13:57,60 min, 25. Juni 2013 in Lima
- 10.000 Meter: 28:35,41 min, 9. August 2019 in Lima
- Halbmarathon: 1:03:12 h, 29. August 2010 in Lima
- Marathon: 2:17:24 h, 20. März 2016 in Temuco